# Nocturno (албум групе Црвена јабука)
Nocturno је шеснаести албум групе Црвена јабука. Албум садржи 16 песама, која садржи акустичну и електричну верзију насловне нумере, хитове Берлин, Булевар Калдрма, Чуј то, Пијане ноћи и Граде мој. 
Изашао је новембра 2018. године у издању Croatia Records.

## Позадина
Дугогодишњи пријатељ и сарадник групе Никша Братош, имао је суђење са једним од челика Croatia Records-а Желимиром Бабогредцем новембра 2017. На једним од суђења, присуствовао је и Жера. Суђење је завршено крајем јануара 2018.

## О албуму
Албум је сниман током 2018. године. На овом албуму радили су Мирко Шенковски Џеронимо, аутор музике и текста у већини песама, Драгомир Херендић, Самир Ћерамида, Исмар Порић, Ларис Пашалић, Звјездан Марјановић, Мирослав Пиљ, те Дражен Жерић Жера, коаутор на аранжманима свих песама и копродуцент албума.
Ово је први албум на грамофонској плочи после 27 година.
Албум је праћен спотовима за насловну нумеру, Берлин, Граде мој, Цвијет са бистрика, Мени више ништа не треба, Чуј то, Године, Булевар Калдрма, Пијане ноћи и За један загрљај.

## Списак песама
| №   | Назив                    | Трајање |  |
| 1.  | Nocturno (Acoustic)      | 5:34    |  |
| 2.  | Берлин                   | 4:32    |  |
| 3.  | Граде мој                | 3:56    |  |
| 4.  | Нафака                   | 3:57    |  |
| 5.  | Цвијет са Бистрика       | 3:39    |  |
| 6.  | Мени више ништа не треба | 3:52    |  |
| 7.  | Чуј то                   | 3:43    |  |
| 8.  | Још љубав постоји        | 3:43    |  |
| 9.  | Година                   | 3:59    |  |
| 10. | Вилсоново                | 3:36    |  |
| 11. | Пјесма о теби            | 3:53    |  |
| 12. | Булевар Калдрма          | 4:01    |  |
| 13. | Пијане ноћи              | 3:47    |  |
| 14. | За један загрљај         | 3:46    |  |
| 15. | Као нас двоје            | 4:05    |  |
| 16. | Nocturno (Electric)      | 4:21    |  |

## Занимљивости
Песма “Берлин” написана је још давне 1994. године. Занимљиво је да сам те године написао и “Чардак”, коју је касније отпевао Халид Бешлић.